# Silvio Stampiglia
Silvio Stampiglia (Civita Lavinia, 14 marzo 1664 – Napoli, 27 gennaio 1725) è stato un librettista italiano, membro fondatore dell'Accademia dell'Arcadia sotto il nome di Palemone Licurio.

## Biografia
Dopo gli studi iniziali di diritto e matematica a Roma, si indirizzò verso la carriera di poeta e librettista. I suoi primi libretti furono serenate, destinate a rappresentazioni presso le case delle famiglie romane più in vista, e oratori, che vennero allestiti in varie chiese della città: tra questi si ricordano in particolare San Stefano, primo re dell'Ungheria e La gioia nel seno d'Abramo, pubblicati rispettivamente nel 1687 e 1690. In questo stesso anno fu uno dei membri fondatori della celebre Accademia dell'Arcadia, nella quale prese il nome di Palemone Licurio.
Dal 1696 al 1704 fu a Napoli al servizio della corte del viceré e contemporaneamente scrisse i suoi primi drammi per il Teatro San Bartolomeo, il teatro principale della città partenopea, tra i quali si ricordano Il trionfo di Camilla e La Partenope. Nel 1704 fu attivo presso la corte del granduca Ferdinando de' Medici a Firenze, dove produsse vari lavori che furono rappresentati al Pratolino. Nel 1705 il cardinale Pietro Ottoboni gli affidò la stesura di un Componimento Poetico da cantarsi in Palazzo Apostolico la Notte del SS. Natale MDCCV, la cantata Cinque Profeti. Dal 1706 al 1718 fu poeta cesareo e storiografo alla corte imperiale di Vienna e dal 1718 nuovamente a Roma. Nel 1722 lasciò la città eterna per recarsi a Napoli, dove rimarrà per il resto della sua vita.
Si sposò con Brigida Pianavia Vivaldi o Vivalda, di famiglia originaria da Taggia, dove si era trasferito un ramo dell'illustre famiglia genovese dei Vivaldi.
Anche suo figlio Luigi Maria seguì le orme del padre, intraprendendo quindi la carriera librettistica ma sembra che fosse attivo principalmente come adattatore e traduttore.

## Considerazioni sull'artista
I primi cinque libretti d'opera di Stampiglia (scritti per il San Bartoloneo) risultano essere assai giocosi, con caratteri comici che spesso scherniscono i nobili, i quali danno precedenza alla loro dedizione per l'amore a scapito d'interferire con indignità melodrammatiche fuori moda, caratteri tipici del libretto seicentesco. Ma egli appartiene anche, con i suoi contemporanei Domenico Lalli, Pietro Pariati, Antonio Salvi, Francesco Silvani e soprattutto Apostolo Zeno, a quei librettisti che agli inizi del XVIII secolo furono costretti a dare un nuovo volto al libretto d'opera e depurare la magniloquenza alto barocca del libretto veneziano di fine Seicento. Egli giocò un ruolo importante a questa riforma e il risultato lo si può intravedere nei suoi libretti di inizio secolo, ad esempio come il suo Arteaga, nel quale tra i vari rinnovamenti vi è la presenza del lieto fine e esclusione totale delle scene comiche dal dramma. In genere nei suoi libretti venivano usati argomenti riguardante la storia romana, solo in alcuni, come appunta Partenope vi è l'impiego di temi mitologici. Nel 1725 Apostolo Zeno dichiarò che Stampiglia era più ingegnoso che dotto e che i suoi drammi erano più spirito che di studio.
Tra i suoi lavori ebbe molto successo il suo primo libretto d'opera, Il trionfo di Camilla, il quale fu oggetto di 38 produzioni in 70 anni; tre queste andarono in scena a Londra e solo queste ebbero ben 111 rappresentazioni nella sola capitale inglese. Anche il suo secondo lavoro, La caduta de' Decemviri, suscitò un certo interesse, poiché venne impiegato in almeno 10 produzioni in 31 anni. Ma il suo dramma che ottenne più consensi di tutto fu senz'altro Partenope, il quale fu messo in musica per ben 41 volte in 57 anni; una di queste produzioni fu quella del compositore Manuel de Zumaya, il quale la mise in scena nel 1711 al teatro del Viceré del Messico: fu dunque la prima opera italiana ad andare in scena nel Nuovo Mondo. Molto celebri compositori del suo tempo e successivi misero in musica i testi: si ricordano Alessandro Scarlatti, Giovanni e Marc'Antono Bononcini.

## Libretti

### Drammi per musica
- Xerse (musicato da Giovanni Bononcini, 1694)
- Tullo Ostilio (musicato da Giovanni Bononcini, 1694)
- Muzio Scevola (musicato da Giovanni Bononcini, 1695)
- Il trionfo di Camilla regina de Volsci (musicato da Giovanni Bononcini, 1696)
- La caduta dei Decemviri (musicato da Francesco Ballarotti, 1699; musicato da Gaetano Andreozzi come Virginia, 1787)
- Turno Aricino (musicato da Giuseppe Antonio Vincenzo Aldrovandini, 1702)
- L'incoronazione di Dario (musicato da Giuseppe Antonio Vincenzo Aldrovandini, 1705)
- Etearco (musicato da Giovanni Bononcini, 1707)
- Turno Aricino (musicato da Giovanni Bononcini, 1707)
- Mario fuggitivo (musicato da Giovanni Bononcini, 1708)
- Abdolomino (musicato da Giovanni Bononcini, 1709)
- La Partenope (musicato da Giuseppe Boniventi, 1709)
- Caio Gracco (musicato da Giovanni Bononcini, 1710)

### Serenate
- La nemica d'Amore (musicato da Giovanni Bononcini, 1692)
- La nemica d'Amore fatta amante (musicato da Giovanni Bononcini, 1693)
- La costanza non gradita nel doppio amore d'Aminta (musicato da Giovanni Bononcini, 1694)
- La notte festiva (musicato da Giovanni Bononcini, 1695)
- Amore non vuol diffidenza (musicato da Giovanni Bononcini, 1695)
- Amor per amore (musicato da Giovanni Bononcini, 1696)
- La gara delle antiche eroine ne' campi Elisi (musicato da Attilio Ariosti, 1707

### Componimenti
- Napoli ritornata ai romani (musicato da Carlo Agostino Badia, 1707)
- Il natale di Giunone festeggiato in Samo (musicato da Giovanni Bononcini, 1708)
- La presa di Tebe (musicato da Antonio Maria Bononcini, 1708)
- Li sagrifici di Romolo per la salute di Roma (musicato da Giovanni Bononcini, 1708)
- L'arrivo della gran madre degli dei in Roma (musicato da Giovanni Bononcini, 1713)

### Oratori / Cantate
| Titolo                    | Posto in musica da                | Note                                                                                                 |
| ------------------------- | --------------------------------- | --- |
| Il martirio di S. Adriano | Francesco Antonio Pistocchi, 1692 | |
| San Nicola di Bari        | Giovanni Bononcini, 1693          | |
| Cinque Profeti            | Alessandro Scarlatti, 1705        | dedicata a papa Clemente XI, nota anche col titolo "Abramo, il tuo sembiante" tratto dal primo verso |
| Il pentimento di Davide   | Carlo Agostino Badia, 1708        | |
| Il martirio de' Maccabei  | Carlo Agostino Badia, 1709        | |
| La Giuditta               | Carlo Agostino Badia, 1710        | |
| L'interciso               | Antonio Maria Bononcini, 1711     | |

### Altro
- Eraclea, o vero Il ratto delle Sabine (pasticcio; musicato da Giovanni Bononcini, 1692)
- Endimione (favola per musica; musicato da Giovanni Bononcini, 1706)